# Exèrcit d'Alliberament Kuki
L'Exèrcit d'Alliberament Kuki (Kuki Liberation Army KLA) és un grup revolucionari armat dels kukis a l'Índia, a Manipur, format el 1992.
Liderat inicialment per Paozangam Letkholun, aquest fou mort en combat el 4 de juny de 2003. La direcció va passar a Thunder Kuki que fou assassinat el 2007 pel seu lloctinent Mosaun Kuki, que va agafar la direcció. Mosaun Kuki va considerar que havia triomfat en imposar el seu lideratge al quater general a Bonjang (subdivisió de Saikhul al districte de Senapati) eliminant al comandant en cap Letkholun Lupheng. Però poc després es va anunciar que el nou comandant en cap era Gaulien àlies Stephen Kuki
Lluita per un estat independent de Kukiland o almenys un estat separat kuki dins dl'Índia. Els seus militants són menys de 100. Opera als districtes d'Ukhrul, Senapati i Thoubal. Es finança amb aportacions de particulars i taxes de protecció. Seria una de les poques organitzacions kukis aliada al Consell Nacional Socialista de Nagalim.